# وریتاس ۴۹۰

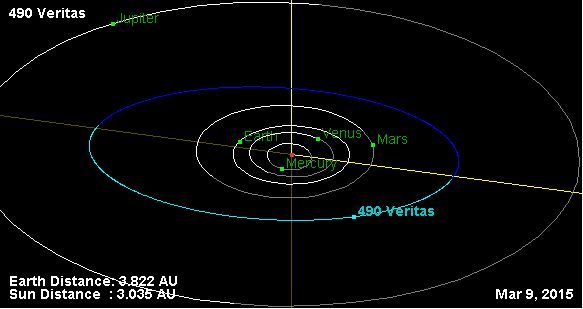
نمایی از محل قرارگیری سیارک وریتاس ۴۹۰ در مدار – ۲۰۱۵

سیارک ۴۹۰ (به انگلیسی: 490 Veritas، نامگذاری:1902JP) چهارصد و نودمین سیارک کشف شده‌است که در ۳ سپتامبر ۱۹۰۲ و در هایدلبرگ کشف شد.
قدر مطلق سیارک برابر ۸٫۳۲ است.